# Jouswier
Jouswier ist ein kleines Dorf in der Gemeinde Noardeast-Fryslân in der niederländischen Provinz Friesland. Es befindet sich nordöstlich von Dokkum und hat 40 Einwohner (Stand: 1. Januar 2024).
Jouswier ist auf einer Warft entstanden, die höher als andere Warften im Osten der Gemeinde ist. Außerdem besitzt Jouswier eine Kirche aus dem 13. Jahrhundert, die Simon Petrus geweiht ist.